# Aden-Rug

Aden-Sheba Rug

De Aden-Rug is een tektonische plaatgrens die vanaf de Golf van Aden en de Indische Oceaan van de kust langs de zuidoostelijke kustlijn van het Arabische Schiereiland loopt. Vanaf de Afar Triple Junction loopt deze plaatgrens in oostelijke richting tot aan een kruising met de Owen Breukzone. Door de Aden-Rug wordt ook de Arabische Plaat gescheiden van de Somalische Plaat.